# Helmut Loos (Musikwissenschaftler)

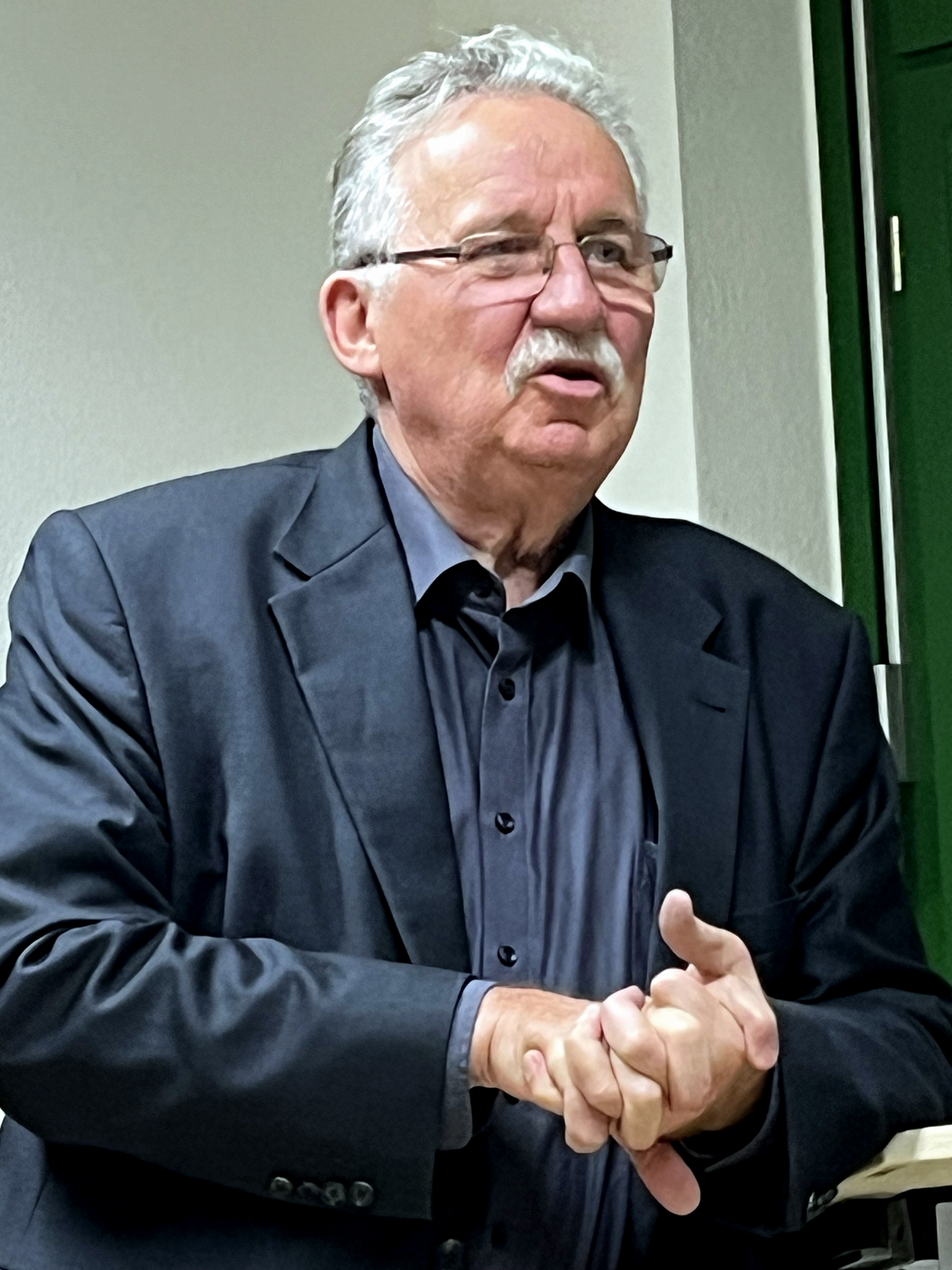
Helmut Loos, 2025 in Magdeburg

Helmut Loos (*  5. Juli 1950 in Niederkrüchten bei Düsseldorf) ist ein deutscher Musikwissenschaftler und emeritierter Hochschullehrer.

## Leben
Loos studierte 1971 bis 1974 Musikpädagogik sowie 1974 bis 1980 Musikwissenschaft, Kunstgeschichte und Philosophie an der Universität Bonn. 1980 wurde er promoviert und war 1981 bis 1989 Wissenschaftlicher Mitarbeiter am Musikwissenschaftlichen Seminar der Universität Bonn. 1989 erfolgte seine Habilitation.
Von 1989 bis 1993 war Loos Direktor des Instituts für Deutsche Musik im Osten in Bergisch Gladbach. Im April 1993 wurde er Inhaber des Lehrstuhls für Historische Musikwissenschaft an der Technischen Universität Chemnitz.
Von Oktober 2001 bis März 2017 hatte er eine Professur am Institut für Musikwissenschaft der Universität Leipzig inne.
Die Schwerpunkte seiner Forschungen bilden die Musik des 19. und 20. Jahrhunderts, die Geistliche Musik und die musikkulturellen Beziehungen Deutschlands zu Mittel- und Osteuropa.

## Schriften (Auswahl)
- Zur Klavierübertragung von Werken für und mit Orchester des 19. und 20. Jahrhunderts. Ein Beitrag zur Geschichte des Klavierauszuges (= Schriften zur Musik, Bd. 25), München/Salzburg 1983
- Weihnachten in der Musik. Grundzüge der Geschichte weihnachtlicher Musik, Bonn 1991
- Robert Schumann. Werk und Leben, Wien: Edition Steinbauer, 2010, ISBN 978-3-902494-44-3
- Frédéric Chopin, wie ihn Robert Schumann und Felix Mendelssohn Bartholdy gesehen haben. Zwei Warschauer Vorträge, Leipzig: Schröder, 2011, ISBN 978-3-926196-62-0
- E-Musik – Kunstreligion der Moderne. Beethoven und andere Götter. Bärenreiter, Kassel 2017, ISBN 978-3-761824-35-1.